# Lacconectus munnarensis
Lacconectus munnarensis är en skalbaggsart som beskrevs av Michel Brancucci 2003. Lacconectus munnarensis ingår i släktet Lacconectus och familjen dykare. Inga underarter finns listade i Catalogue of Life.